# Contra las herejías

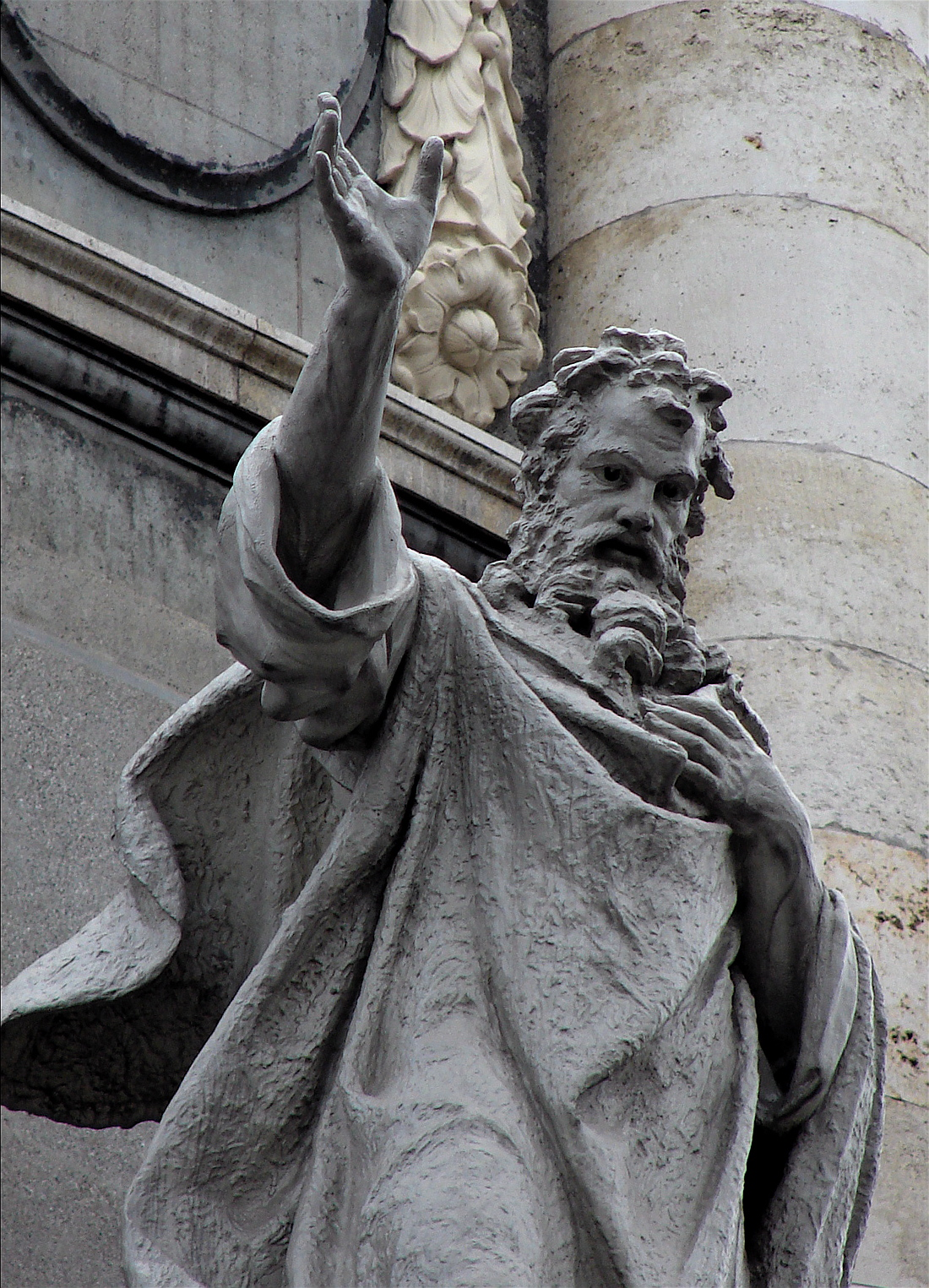
Ireneo de Lyon, autor del Adversus haereses.

Contra las herejías (Adversus haereses, Κατὰ αἱρέσεων) es una obra de cinco volúmenes escrita por Ireneo de Lyon en el siglo II. La obra fue considerada escrita alrededor del año 180, por mencionarse a Eleuterio como actual obispo de Roma.
En ella, Ireneo identifica y describe las muchas escuelas gnósticas de su tiempo. Solo existen fragmentos del texto original en griego, pero hay muchas copias enteras en latín que se hicieron poco después de su publicación en griego, y los libros IV y V están también presentes en la traducción literal al armenio.

## Estructura
Contra las herejías está compuesto por cinco libros. Cada libro es una obra individual que se enfoca en un tema de argumento.
El libro I habla sobre las herejías gnósticas de Valentín el gnóstico y sus predecesores, que van desde Simón el Mago hasta los ofitas y cainitas.
El libro II provee pruebas racionales que comprueban que el valentinismo no tiene méritos en términos de doctrinas.
El libro III demuestra que estas doctrinas son falsas, siendo esto comprobado por los Evangelios.
El libro IV presenta a Jesús resaltando la unidad de Antiguo Testamento y el Evangelio.
El libro V, el final, se enfoca en múltiples dichos de Jesús y en las cartas de Pablo de Tarso.

## Propósito
El propósito de Contra las herejías fue refutar las enseñanzas de varios grupos gnósticos; aparentemente, muchos mercaderes griegos empezaron oratorias y campañas para hacer prosperar el gnosticismo en el arzobispado de Ireneo.
Otra teoría popular sugiere que un grupo de gnósticos, conocidos como los valentinianos, tomaron parte de las celebraciones en la Iglesia primitiva a pesar de sus radicales diferencias con ésta.
También se dice que los gnósticos se reunían regular y secretamente afuera de las iglesias y allí discutían sobre su sabiduría secreta y sobre la escritura que decían que les pertenecía.
Como obispo, Ireneo sintió la obligación de mantenerse alerta de los valentinianos para proteger a la Iglesia de ellos. Para esto, Ireneo se educó y se informó sobre las doctrinas y tradiciones gnósticas. Con el tiempo esto lo dirigió a compilar su obra.
Sin embargo, la principal razón de Ireneo de escribir esta obra fue al parecer por haber percibido que los cristianos en la provincia de Asia menor y Frigia necesitaban especialmente su protección de los gnósticos, debido a que ellos no tenían tantos obispos que supervisaran y ayudaran a mantener esta clase de problemas bajo control. Ireneo también debió de haber pensado que los del este eran ignorantes y no muy bien informados sobre estos asuntos que sucedían en el oeste, puesto que Ireneo vivía en la provincia de Galia del Imperio romano del oeste y, en cambio, la comunidad cristiana de Asia permanecía lejos. Ireneo se dio cuenta de que escribiendo este tratado sería la mejor manera de informar y ofrecerles una guía.
Contra las herejías fue la principal descripción del gnosticismo hasta el descubrimiento de los Manuscritos de Nag Hammadi en 1945.